# Autochloris trinitatis
Autochloris trinitatis là một loài bướm đêm thuộc phân họ Arctiinae, họ Erebidae.